# 2 d'abril
El 2 d'abril és el noranta-dosè dia de l'any del calendari gregorià i el noranta-tresè en els anys de traspàs. Queden 273 dies per finalitzar l'any.

## Esdeveniments
- Països Catalans

- 1700:  Decret de prohibició de la llengua catalana al Rosselló, Conflent i la Cerdanya. Edicte pel qual Lluís XIV promulga que tots els procediments judicials, les deliberacions del magistrats municipals, les actes notarials i tota mena d'actes públics siguin en francès sota pena de nul·litat.
- 1767: S'inicia l'expulsió dels jesuïtes dels territoris de la monarquia hispànica
- 1838, Xiva (Foia de Bunyol): els liberals fan fugir a Ramon Cabrera i Grinyó i les seves forces en la batalla de Xiva durant la Primera Guerra Carlina.

- 1930: Són indultats els acusats del Complot del Garraf, que volien atemptar contra el monarca espanyol Alfons XIII.
- 1954: Barcelona: arriba al port el vaixell Semíramis procedent d'Odessa, amb 229 repatriats de la División Azul, però també amb 4 nens de la guerra i 15 republicans alumnes d'aviació.[1]

Resta del món
- 1982, Inici de la Guerra de les Malvines (Falklands War en anglès): va tenir lloc entre l'abril i el juny de 1982. L'Argentina s'enfrontà al Regne Unit per intentar conquerir aquest arxipèlag així com les Illes Geòrgia del Sud i Sandwich del Sud, situades també a l'Atlàntic Sud.[2]

- 1769, Madràs, Tamil Nadu (Índia): se signà el Tractat de Madràs que significà el final de la Primera guerra de Mysore que van guanyar els indis.

## Naixements
Països Catalans
- 1876, Barcelona: Lluïsa Vidal i Puig, pintora catalana[3]
- 1903, El Pinell de Brai: Virgínia Amposta Amposta, sindicalista i mestra catalana
- 1908, Peguera (Fígols): Ramon Vila Capdevila Caracremada, anarquista i guerriller antifranquista
- 1917, L'Espluga de Francolí: Ramon Muntanyola i Llorach, prevere i poeta català[4]
- 1922, Sabadell: Lluís Casassas i Simó, geògraf català[5]
- 1934, Barcelona: Eulàlia Duran i Grau, historiadora catalana.[6]
- 1937, L'Hospitalet de Llobregat: Antoni Ros-Marbà, director d'orquestra i compositor català.[7]
- 1943 - Terrassa, Teresa Jordà i Vitó, pintora aquarel·lista catalana.[8]
- 1953 - Barcelona: Miquel de Palol i Muntanyola, poeta i narrador català.[9]
- 1956 - 
  - Sabadell, Vallès Occidental: Benet Casablancas i Domingo, compositor català.[10]
  - Alzira: Pilar de la Oliva Marrades, magistrada valenciana, Presidenta del Tribunal Superior de Justícia de la Comunitat Valenciana.[11]
- 1958, Barcelona: Glòria Pérez-Salmerón, bibliotecària catalana que fou directora de la BNE[12]
- 1965, Torrent: Amparo Folgado Tonda, diplomada en Treball Social i política, ha estat alcaldessa de Torrent (Horta Oest).[13]
- 1967, Eivissa: Catalina Palau Costa, filòloga hispànica i política eivissenca, ha estat diputada al Parlament de les Illes Balears.[14]
- 1969 - Barcelona: Martí Gasull i Roig, activista de la llengua catalana[15]

Resta del món
- 1545, Fontainebleau: Isabel de Valois, reina de Castella i Catalunya-Aragó[16]
- 1566, Florència, Ducat de Toscana: Maria Maddalena de' Pazzi, noble toscana, religiosa carmelita i santa[17]
- 1602, Ágreda, Soriaː María Jesús de Ágreda, religiosa castellana, escriptora i mística i consellera de Felip IV[18]
- 1647, Frankfurt del Main: Maria Sibylla Merian, naturalista, exploradora i pintora alemanya[19]
- 1725, Venècia, República de Venècia: Giacomo Casanova, escriptor i aventurer venecià[20]
- 1805, Odense, Dinamarca: Hans Christian Andersen, escriptor danès[21]
- 1822, Palerm: Giuseppina Turrisi Colonna, poetessa civil i revolucionària siciliana i gran erudita[22]
- 1827, Londres, Regne Unit: William Holman Hunt, pintor britànic, un dels fundadors de la Germanor Prerafaelita.
- 1838, Cahors, Migdia-Pirineus, França: Léon Gambetta polític i home d'Estat francès[23]
- 1840, París, França: Émile Zola, escriptor francès[24]).
- 1862, Elizabeth (Nova Jersey), EUA: Nicholas Murray Butler, polític estatunidenc, Premi Nobel de la Pau de 1931 [25]
- 1873, Valladolid: Virginia González Polo, dirigent comunista espanyola
- 1890, Florència: Alina Bucciantini, soprano italiana[26]
- 1891, Chicago: Gerda Holmes, actriu nord-americana d'origen danès de teatre i cinema mut[27]
- 1902, Leipzig, Imperi Alemany: Jan Tschichold, tipògraf alemany[28]
- 1921, Paterson, Nova Jersey: Natalie Griffin de Blois, arquitecta nord-americana[29]
- 1927, Bochnia, República de Polònia: Jerzy Katlewicz, director d'orquestra i pianista.[30]
- 1938, Anvers, Bèlgica: Martine Frank, coneguda fotògrafa belga, membre de l'Agència Magnum [31]
- 1942, Târgu Ocna: Gabriela Adameșteanu, novel·lista, periodista, assagista i traductora romanesa.[32]
- 1943, Deba (Guipúscoa): Itziar Aizpurua Egaña, política basca d'ideologia independentista.
- 1945, Millville, Nova Jersey: Anne Waldman, poeta americana de la generació de la poesia beat, escriptora i activista política.[33]
- 1947, Veracruz, Mèxic: Paquita la del Barrio, cantant mexicana.[34]
- 1953, Marràqueix: Malika Oufkir, escriptora amaziga marroquina.[35]
- 1955, Diadema Argentina, Comodoro Rivadavia: Margarita Trlin, arquitecta argentina.
- 1963, Vietnam del Sud: Phan Thị Kim Phúc, activista vietnamita, “la nena del napalm”.[36]
- 1965, Lió, França: Ève Chiapello, sociòloga i professora francesa que ha renovat la perspectiva crítica a França.[37]
- 1967, París: Isabel Marant, dissenyadora francesa de moda, creadora de la seva pròpia marca de prêt-à-porter.[38]

## Necrològiques
Països Catalans
- 1416 - Igualada: Ferran I d'Aragó, anomenat el d'Antequera, rei d'Aragó, de València, de Mallorca, de Sicília, de Sardenya i (nominal) de Còrsega, duc (nominal) d'Atenes i de Neopàtria, comte de Barcelona, de Rosselló i de Cerdanya (n. 1380).
- 1875 - Vic: Francesc Coll i Guitart, fundador de la Congregació de les Dominiques de l'Anunciata de la Beata Verge Maria (n. 1812).
- 1895 - Barcelonaː Isabel Ventosa i Roig, religiosa fundadora de la congregació de les Darderes (n. 1834).[39]
- 1914 - Barcelona, Anna Monner, actriu de teatre nascuda a Palma (n. 1850).[40]
- 1924 - Barcelona: Josep Antoni Barraquer i Roviralta, metge oftalmòleg català (n. 1852).[41]
- 1928 - Barcelona: Eudald Canivell, tipògraf i dissenyador de tipus català, primer bibliotecari de la Biblioteca Arús (n. 1858).
- 1933 - Barcelona: Guerau de Liost, pseudònim de Jaume Bofill i Mates, poeta català. (n. 1878)[41]
- 1968 - El Vendrell: Maria Julivert Aulés, pintora, esperantista i feminista catalana (n. 1888).[42]
- 1982 - Barcelona: Octavi Saltor i Soler, escriptor i polític català (n. 1902).[43]
- 2003 - Barcelona: Terenci Moix, escriptor català en llengua catalana i, principalment, castellana.[44]
- 2009 - Barcelona: Rudy Ventura, trompetista i músic molt vinculat personalment al FC Barcelona.
- 2013 - Barcelona: Antònia Vilàs i Ferràndiz, poetessa, rapsoda, cantant, lletrista i compositora de cançons i havaneres (n. 1926).[45]

Resta del món
- 1634 - Arcetri: Virginia Galilei, filla gran de Galileo Galilei i Marina Gamba, monja, autora de 124 cartes al seu pare (n. 1600).[46][47]
- 1872 - Nova York (EUA): Samuel Morse, inventor del telègraf (n. 1791).[48]
- 1914 - Múnic, Alemanya: Paul Johann Ludwig von Heyse, escriptor alemany, Premi Nobel de Literatura de 1910 (n. 1830).[49]
- 1928 - Cambridge (Massachusetts, EUA): Theodore William Richards, científic estatunidenc, Premi Nobel de Química de 1914 (n. 1868).[50]
- 1930 - Addis Abeba, Etiòpia: Zewditu, primera emperadriu regnant de l'Imperi Etiop (n. 1876).[51]
- 1931 - Wimbledon, Anglaterraː Katharine Tynan, poetessa i escriptora irlandesa (n. 1859).[52]
- 1961 - Nova York (EUA): Wallingford Riegger, compositor musical estatunidenc, conegut per les seves obres orquestrals, per a la dansa moderna i el cinema (n. 1885)[53]
- 1974 - París, França: Georges Pompidou, president de la República francesa (n. 1911).[2]
- 1995 - Djurshols (Suècia): Hannes Alfvén, astrònom i físic suec Premi Nobel de Física de l'any 1970 (n. 1908).[54]
- 1996 - Madrid: Elena Romero Barbosa, compositora, pianista i directora d'orquestra (n. 1907).[55]
- 1997 - Oxford, Anglaterra: Anthony Bushell, actor i director de cinema britànic.
- 2005 - 
  - Ciutat del Vaticà: Karol Wojtyla, cap de l'església catòlica que prengué el nom de Joan Pau II.[56]
  - Kinkempois, Angleur, Lieja: Berthe di Vito-Delvaux, compositora belga (n. 1915).[57]
- 2018 - Johannesburg: Winnie Mandela, política sud-africana, membre de l'ANC (n. 1936).[58]
- 2023 - Madrid: Pedro Lavirgen Gil, tenor espanyol (n. 1930).

## Festes i commemoracions
- Onomàstica: Sant Francesc de Paula, fundador de l'Orde dels Mínims; Teodora de Tir; Francesc Coll i Guitart, dominic, fundador de les Dominiques de l'Anunciata; Eustaci de Luxeuil, abat; Nicet de Lió, bisbe; beat Diego Luis de San Vitores, jesuïta màrtir; beata Elisabetta Vendramini, fundadora; venerable Jean-Jacques Olier, fundador de la Companyia de Sant Sulpici; serventa de Déu Isabel Ventosa i Roig, fundadora de les Darderes. A Orient: Maria Egipciana, penitent.
- Dia internacional del llibre infantil i juvenil, des de 1967, coincidint amb l'aniversari del naixement de Hans Christian Andersen, organitzat per la IBBY (International Board on Books for Young people).[59]